# Синджан (Огузский район)
Синджан (азерб. Sincan) — село в Огузском районе Азербайджана.

## География
Село расположено на расстоянии 28 км к юго-востоку от районного центра Огуза. Через село проходит трасса Шеки-Габала.

## Этноним
Название села состоит из двух составляющих «син» и «ган» и означает место для лагеря.
Село с одноимённым названием встречается и в Южном Азербайджане.

## История
По сведениям за 1856 год «татарское» село Синджанъ Хачмазского участка Нухинского уезда населяли азербайджанцы, названные в источнике «татарами».
Язык жителей обозначался азербайджанским (по источнику «татарский»). Религиозная принадлежность — мусульмане-сунниты.
По сведениям Азербайджанской сельскохозяйственной переписи 1921 года Синджан населяли 549 человек (117 дворов) и преимущественно тюрки-азербайджанцы (то есть азербайджанцы).
По материалам издания «Административное деление АССР», опубликованным в 1933 году Управлением народно-хозяйственного учёта Азербайджанской ССР (АзНХУ), на 1 января 1933 года в селе Синджан, образовывавшем вместе с сёлами Деймадаглы, Моллалы, Теркеш, Хачмаз-кышлаг Синджанский сельсовет Варташенского района Азербайджанской ССР проживало 607 человек (144 хозяйства, 305 мужчин, 302 женщины). Население на 97,5 % состояло из тюрков (азербайджанцев).